# Průmyslová zóna (Bavoryně)
Průmyslová zóna je oficiální název pro část obce Bavoryně v okrese Beroun. Vznikla ke dni 1. června 2010.